# تاكاماغاهارا

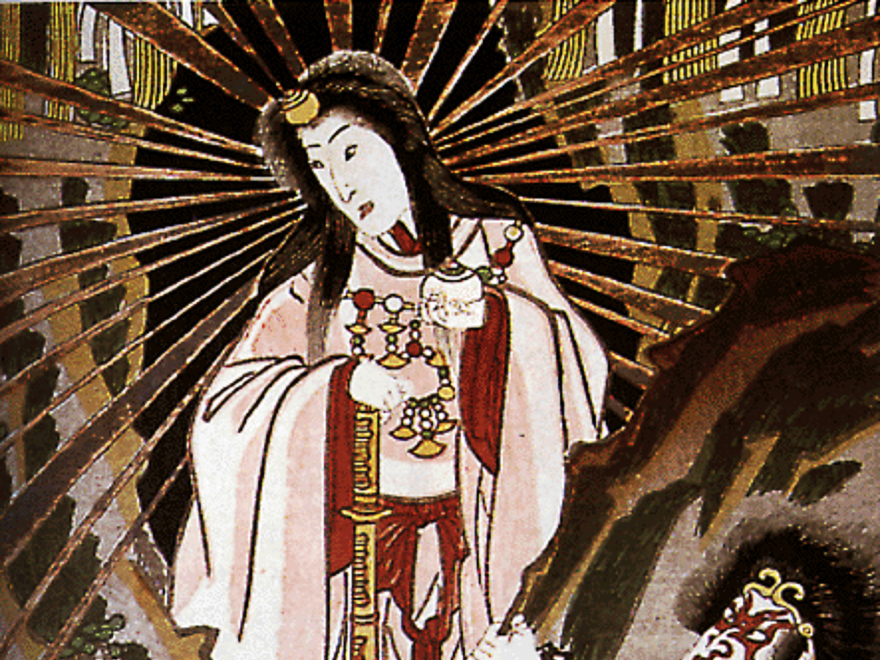
تاكاماغاهارا

تاكاماغاهارا (باليابانية: 高天原) وتعني «سهول السماء العالية» أو «سهول الجنة العليا» هو مكان أسطوري في الميثولوجيا اليابانية ويعتقد أنه مكان الكامي في الشنتو، وترتبط بالأرض عن طريق جسر يدعى أمانو أوكيهاشي (天の浮橋) «الجسر الطافي إلى السماء» الذي يعتقد أنه يصل تاكاماغاهارا بالأرض. وفي الشنتو، يدعى الكامي إلى مغادرة تاكاماغاهارا ودخول الجينجا (معبد الشنتو) أو بعض الأماكن المقدسة الأخرى.